# Miotacz ognia RPO Ryś
RPO Ryś (ros. РПО Рысь) – radziecki rakietowy miotacz ognia.
Wady klasycznych plecakowych miotaczy ognia sprawiły, że w USA podjęto w latach sześćdziesiątych prace nad bronią, która mogłaby je zastąpić. W ich efekcie, pod koniec lat sześćdziesiątych XX w., armia amerykańska zaczęła eksploatować niewielkie ilości eksperymentalnych XM191.
Prace te wzbudziły spore zainteresowanie w ZSRR. W 1972 roku powstał pierwszy prototyp, a w 1974 rozpoczęły się próby wojskowe nowej broni, która rok później została przyjęta do uzbrojenia jako RPO Ryś (RPO od riekatywnyj piechotnyj ogniemiot – rakietowy miotacz ognia piechoty). Poza pociskami zapalającymi (Ryś-Z), można było z niego odpalać pociski dymne (Ryś-D).
W następnych latach RPO Ryś był używany przez armię radziecką w czasie wojny afgańskiej. Zebrane tam doświadczenia wykazały, że Ryś jest bardzo skuteczną bronią. Lepszym jednak rozwiązaniem jest rakietowy miotacz ognia jednorazowego użytku. Dlatego po wprowadzeniu w 1980 roku do uzbrojenia jednorazowego miotacza ognia RPO Trzmiel, produkcję Rysia zakończono.
Miotacze RPO Ryś używane były także w kompanii miotaczy ognia Wojska Polskiego, od późnych lat 70. do przełomu lat 80. i 90. – do czasu zużycia zakupionego jednorazowo zapasu amunicji i wyczerpania resursów.

## Opis techniczny
Miotacz ognia RPO jest jednostrzałową bronią zespołową. Składa się z lufy, mechanizmu spustowego, przyrządów celowniczych i dwójnogu. Pocisk w jednorazowym pojemniku jest dołączany od tyłu wyrzutni. Po wciśnięciu spustu impuls elektryczny powoduje odpalenie silnika rakietowego pocisku. Silnik pracuje bardzo krótko (kończy prace zanim pocisk opuści wyrzutnię) i oddziela się od stabilizowanej brzechwowo głowicy po opuszczeniu wyrzutni. Pociski zawierają po 4 l mieszanki napalmowej.

## Dane taktyczno-techniczne
| Wzór                                          | RPO Ryś                                           |
| Kaliber (mm)                                  | 93                                                |
| Długość wyrzutni (mm)                         | ?                                                 |
| Długość wyrzutni z dołączonymi pociskami (mm) | 1440                                              |
| Masa nie załadowanej wyrzutni (kg)            | ~3                                                |
| Masa załadowanej wyrzutni (kg)                | ~12                                               |
| Prędkość początkowa (m/s)                     | ?                                                 |
| Zasięg skuteczny                              | 400 m (cele powierzchniowe) 190 m (cele punktowe) |